# 泸溪直口鲮
泸溪直口鲮（学名：Rectoris luxiensis）为輻鰭魚綱鯉形目鲤科直口鲮属的鱼类，俗名江狗鱼、油鱼，是中国的特有物种。分布于沅江、大宁河、唐崖河、西水、清江等，體長可達16.6公分。该物种的模式产地在湖南的泸溪、溆浦、大江口。

## 扩展阅读
維基物種上的相關：泸溪直口鲮